# Ксенія Пайчин
Ксенія Пайчин (сербохорв. Ксенија Пајчин/Ksenija Pajčin, серб. Ксенија Пајчин) (* 3 грудня 1977 – †16 березня 2010) — сербська співачка, танцюристка і  модель, популярна в Сербії та інших колишніх югославських республіках. Іноді виступала під іменем Ксенія (Xenia). Була відома своїм подеколи надто сексапільним образом на сцені.

## Біографія

### Ранні роки
Пайчин народилася в Белграді, а її сім'я родом із села Губін, що біля Лівненської долини на території Боснії і Герцеговини. За професією косметолог і дизайнерка моди. Свою кар'єру професіональної танцівниці вона розпочала на дискотеках.

### Музична кар'єра
Ксенія починала як танцівниця go-go. Згодом їй запропонували приєднатися до поп-дуету The Duck в ролі вокалістки. З хітом „Дачо, волим те“, гурт зажив популярності серед юної публіки, а Ксенія привернула до себе увагу, хоча для її дебютного альбому насправді співала Марія Михайлович, а Пайчин лише ворушила губами, наслідуючи спів. Після виходу з дуету, Ксенія розпочала сольну музичну кар'єру. Водночас володіла школою танців (танцювальною студією) в Белграді і працювала моделлю.
Як танцюристка «ґо-ґо» вона прославилась у Греції, де виступала в численних нічних клубах. Пайчин продовжила робити сольну кар'єру, і хоча її вокал не вражав, вона привернула до себе увагу за свої танці та костюми. Ксенія часто з'являлася на сторінках жовтої преси та уславилась своїми обурливими заявами. Вона відверто обговорювала своє сексуальне життя і своє звертання до послуг пластичної хірургії. 

### Загибель
Ксенія та її хлопець Філіп Капісода зазнали тяжких тілесних ушкоджень і ледь не загинули в автомобільній катастрофі 28 січня 2010 р., всього лише за 47 днів до їхньої смерті внаслідок її вбивства і його самогубства. 
Приблизно о 18:00 16 березня 2010 року, тіла 32-річної співачки і її 22-річного коханця Філіпа Капісоди, який теж працював моделлю, було виявлено в її квартирі в Белграді.  Обоє мали вогнепальні поранення в голову. Поліція відпрацьовує версію вбивства в поєднанні з самогубством, виконавцем якого виступив Капісода. Вночі за кілька днів до цього вже викликали поліцію, як повідомили про цю пару сусіди, оскільки Капісода тоді увірвався в квартиру Пайчин, вибивши двері.  Попереднє розслідування з'ясувало, що трупи виявила мати співачки, і що зброю, використану для самогубства, було знайдено поряд з тілом Капісоди. Вважається, що мотивом для вбивства-самогубства були ревнощі. Подальше розслідування дало підстави вважати, що Ксенія перервала вагітність, а батьком ненародженої дитини був Капісода. Вона приховувала цю таємницю від нього, знаючи, що той її більше не буде любити і покине. Він же якимось чином дізнався про таємницю, вбив її, а потім і себе. Головний слідчий у справі вбивства Пайчин Бояна Ранкович сказала, що Ксенію було попереджено текстовим повідомленням, що Капісода вб'є її. До того ж, використаний Капісодою пістолет був не його власним, наводячи слідчих на думку, що ще хтось, можливо, причетний до злочину.

## Дискографія
Альбоми
- Duck & Xenia Pajcin: Ljubavni Napitak (1996)

01. Ja i ti

02. Ja Imam

03. Ljubavni Napitak

04. Na plazi

05. Poljubi Me

06. Razmisljanja

07. Ritam Grada

08. Ubrzanje

09. Voli me
- Too Hot to Handle (1997)

01. Nova Zena

02. Proslo Je

03. Sad Si Samo Moj

04. Ribar

05. Svidja Mi Se On

06. Cuvam Ti Ledja

07. Sexualnost

08. Osmeh

09. Proslo Je (remix)

10. Sexuality
- Extreme (2001)

01. Xenija Je Tu

02. Gotovo Je

03. Lezi

04. Mene Ne Zanima To

05. Idemo U Grad

06. Sestro

07. Zivot Prolazi Bez Tebe

08. Ko jos moze

09. Tebe Hocu Da Cuvam

10. Ne Volis Me Kao Pre

11. Korak Po Korak
- Sigurna (2004)

01. Neven

02. Magije

03. Skorpija (разом з Bane 187)

04. Najbolje Za Oboje

05. Slatko i Gorko

06. Zid

07. Super Nova

08. Mozda Se Ne Probudim

09. Sigurna

10. Ko Jos Moze (remix)

11. Divan dan

12. Svidja Mi Se On

13. Nova Zena

14. Sexualnost

15. Korak Po Korak
- The Best Of Xenia (2006)

01. Decko Mi Je Umoran

02. Nino

03. Magije

04. Neven

05. Skorpija (feat. Bane)

06. Ko Jos Moze (remix)

07. Mene Ne Zanima To

08. Divan Dan

09. Svidja Mi Se On

10. Nova Zena

11. Xenija Je Tu

12. Mozda Se Ne Probudim

13. Why Did You Tell Me That You Love Me?
- Unknown (2008)

01. Pizza

02. Vestica

03. Hajde Sestro (разом з Індірою Радич)

04. Farsa

05. Brka
- Unknown (2010)

01. Supica

02. Pozuri (разом з  MC Стоян)

03. Telefon (разом з Дунею Іліч) *Незакінчений

### Сингли
- 1997 - Nova žena
- 1997 - Sviđa mi se on
- 1997 - Sexualnost
- 2001 - Mene ne zanima to
- 2001 - Ko još može
- 2004 - Neven
- 2004 - Veštica
- 2006 - Dečko mi je umoran
- 2008 - Pizza